# Montmaur, Aude

Montmaur este o comună în departamentul Aude din sudul Franței. În 1 ianuarie 2022 avea o populație de 350 de locuitori.